# Jacob Boot
Jacob Boot, född 1 mars 1903 i Wormerveer i Noord-Holland, död 14 juni 1986 i Dordrecht, var en nederländsk friidrottare.
Boot blev olympisk bronsmedaljör på 4 x 100 meter vid sommarspelen 1924 i Paris.